# Guaitarilla
Guaitarilla è un comune della Colombia facente parte del dipartimento di Nariño.
Il centro abitato venne fondato da Alonso de Cepeda y Ahumada nel 1536, mentre l'istituzione del comune è del 1892.